# 다각화 (금융)
다각화(diversification)는 금융에서 특정 자산이나 위험에 대한 노출을 줄이는 방식으로 자본을 할당하는 과정이다. 다각화를 향한 일반적인 경로는 다양한 자산에 투자하여 위험이나 변동성을 줄이는 것이다. 자산 가격이 완벽하게 동시에 변하지 않는다면, 다각화된 포트폴리오는 구성 자산의 가중 평균 변동보다 변동성이 적고, 변동성이 가장 낮은 구성 자산보다 변동성이 적은 경우가 많다.
다각화는 투자 위험을 줄이는 두 가지 일반적인 기술 중 하나이다. 다른 하나는 헤징이다.

## 같이 보기
- 중심 극한 정리
- 매입원가 평균법
- 현대 포트폴리오 이론